# 어린이 파티

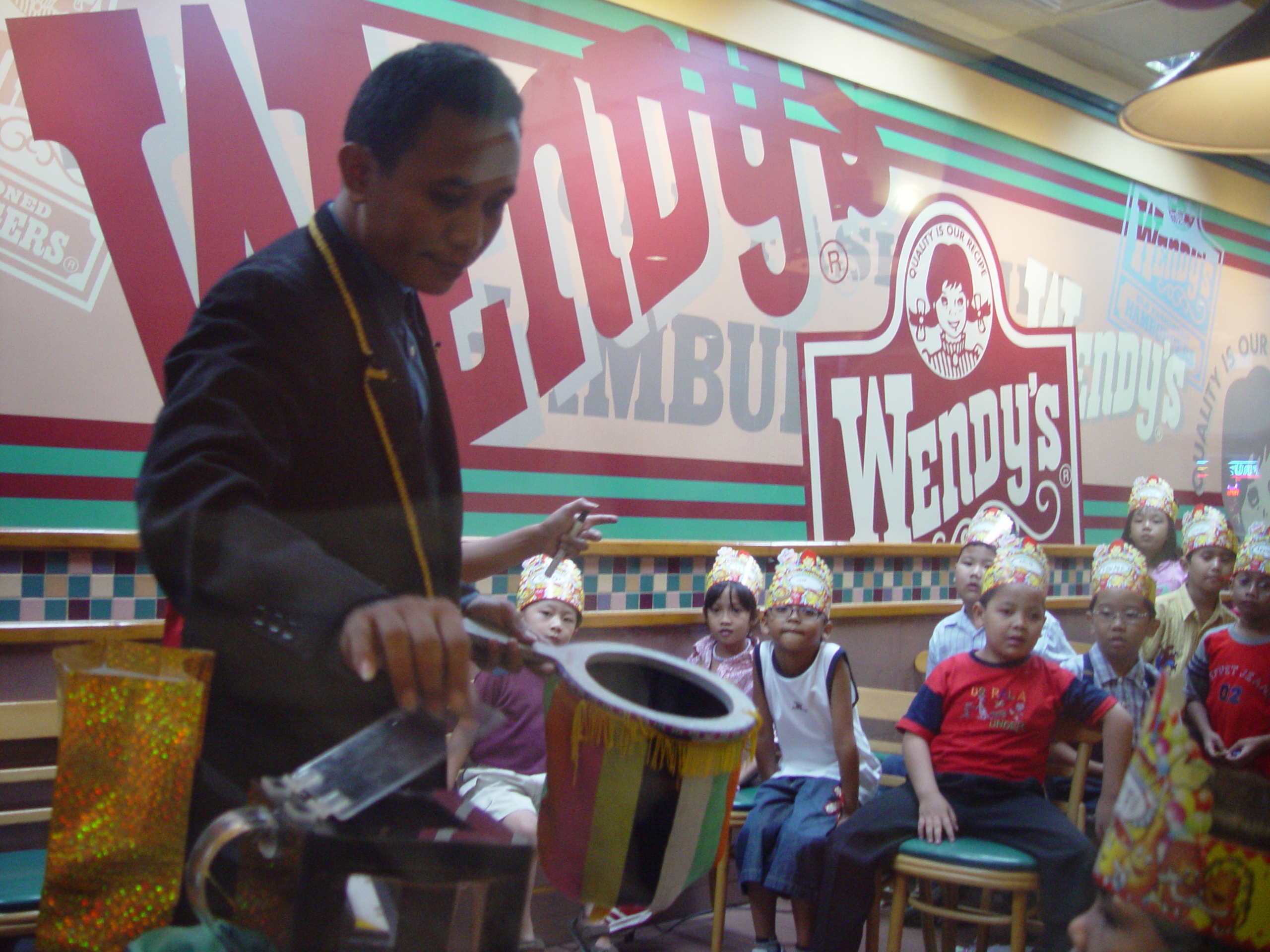
한 마술사가 인도네시아 자카르타의 웬디스 레스토랑에서 생일파티 중 아이들을 즐겁게 해주고 있다.

어린이 파티는 생일 파티나 다과회와 같은 어린이들을 위한 파티이다. 중세 이래로 어린이들은 그런 경우를 위해 특별하게 옷을 입어왔다.
어린이 생일파티는 독일에서 시작된 킨더페스티발(kinderfeste)이다.
2010년대 들어 어린이 파티를 기획하거나 주선하는 사업이 보편화되었다.
어린이 파티는 수익성이 좋은 사업이라는 점도 언급해야 한다. 예를 들어, 이러한 유형의 행사를 대부분 대상으로 하는 사업체는 테이블, 의자, 부풀릴 수 있는 성 등 모든 물품이나 필요한 장비를 대여하여 도움을 준다.
지난 30년간 어린이 생일 파티의 인기는 풍선 비틀기, 페이스 페인팅, 키즈 마술 쇼, 어린이 파티 게임, 캐릭터 등 인기 있는 어린이 파티를 위한 서비스를 제공하는 어린이 파티 엔터테이너 산업을 만드는 데 도움이 되었다.